# Wielgomłyny
Wielgomłyny ist ein Dorf und Sitz der gleichnamigen Gemeinde im Powiat Radomszczański der Woiwodschaft Łódź, Polen.

## Gemeinde
Zur Landgemeinde Wielgomłyny gehören 18 Ortsteile mit einem Schulzenamt:
Goszczowa
Karczów
Kruszyna
Krzętów
Myśliwczów
Niedośpielin
Pratkowice
Rogi
Rudka
Sokola Góra
Trzebce
Trzebce-Perzyny
Wielgomłyny
Wielgomłyny (kolonia)
Wola Kuźniewska
Wola Życińska
Zagórze
Zalesie
Weitere Ortschaften der Gemeinde sind:
Anielin
Błonie
Bogusławów
Borecznica
Borowiec
Dębowiec
Grabowie
Kruszyna (osada)
Kubiki
Maksymów
Myśliwczów
Niwa Goszczowska
Niwa Zagórska
Odrowąż
Popielarnia
Sroków
Wola Życińska (osada leśna)
Wólka Bankowa
Wólka Włościańska
Zacisze
Zawodzie